# Bajram Kosumi
Bajram Kosumi (Tuxhec, 20 marzo 1960) è un politico kosovaro.
Di etnia albanese è stato Primo ministro del Kosovo e deputato del partito Alleanza per il Futuro del Kosovo.

## Biografia
Kosumi è una figura storica della politica kosovara. Nel marzo del 1981 venne condannato a 15 anni di carcere per aver partecipato a delle manifestazioni contro il governo, venne rilasciato nel 1991 dopo aver scontato dieci anni della sua condanna.
Dal 1991 al 1993 ha lavorato come giornalista.
Nel 1993 divenne presidente del Partito Parlamentare del Kosovo.Uomo politico dall'animo tranquillo partecipò ai negoziati di Rambouillet che precedettero i bombardamenti della NATO.Nonostante fosse un sostenitore dell'UCK non prese mai parte agli scontri.
Il 23 marzo 2005 divenne primo ministro del Kosovo perché il suo predecessore, Ramush Haradinaj,era stato incriminato per crimini di guerra. Manterrà questa carica fino al 10 marzo 2006 quando dopo le dimissioni gli succederà Agim Çeku.Prima di diventare Primo Ministro era stato Ministro per l'Ambiente e la Pianificazione Territoriale.
Attualmente è deputato per il partito Alleanza per il Futuro del Kosovo.

## Educazione
Bajram Kosumi è laureato in Filologia e ha un master in letteratura albanese ottenuti alla Università di Pristina. Nel 2008 è diventato dottore in filologia.

## Famiglia
Sposato con tre figli, vive tra Pristina e Kosovska Kamenica.